# Dieter Eilts
Dieter Eilts (n. 13 decembrie, 1964 în Upgant-Schott) este un fost fotbalist german. Porecla sa este Alemão din Frisia de est, datorită asemănării ca stil de joc cu mijlocașul brazilian Alemão. Oarecum ironic, cuvântul Alemão înseamnă în portugheză chiar german.

## Cariera de fotbalist
Eilts a fost un gen de jucător aproape imposibil de întâlnit astăzi: A practicat fotbal doar la Werder Bremen, având și rădăcinile carierei tot la acest club. El a fost titular în 390 de partide la echipa din nordul Germaniei, și a reușit să înscrie 7 goluri pentru aceasta. Dieter Eilts a fost de asemenea lăudat ca unul din cei mai sensibili și responsabili fotbaliști din Bundesliga, niciodată făcând declarații care nu îl priveau la presă. Germanul nu a fost prezent nici în ziarele de scandal, și a fost una din primele mari descoperiri ale legendarului antrenor Otto Rehhagel.
La națională a avut 31 de convocări. Ultima dintre ele a fost la Campionatul European de fotbal din 1996, când a format împreună cu Matthias Sammer și Thomas Helmer defensiva campioanei.

## Palmares
Dieter Eilts a obținut trofee doar cu Selecționata Germaniei sau Werder Bremen, dar a și surprins prin performanțe foarte bune ca antrenor cu echipele U19 și U21 ale națiunii de baștină. Titlurile obținute de el sunt:
- 2x Campionatul Germaniei: 1987–88, 1992–93
- 2x Cupa Germaniei: 1990–91, 1993–94 și 1998–99
- Cupa Cupelor UEFA:  1992
- Campionatul European de Fotbal 1996